# Flórida Ocidental britânica
A Flórida Ocidental (em inglês: West Florida) foi uma colônia do Reino da Grã-Bretanha de 1763 até 1783, quando foi cedida para a Espanha como parte do Tratado de Paz de Paris.
A Espanha foi o primeiro estado europeu a colonizar a península da Flórida, expandindo-se para o norte de Cuba e estabelecendo assentamentos duradouros em St. Augustine, na costa atlântica, e em Pensacola e San Marcos (St. Marks), na costa do Golfo do México.
No final da Guerra dos Sete Anos, em 1763 as tropas britânicas tomaram posse de Pensacola. George Johnstone foi apontado como o primeiro governador britânico, e em 1764 uma assembleia colonial foi estabelecida. Os administradores britânicos dividiram o território em duas colônias: Flórida Oriental, incluindo a península da Flórida com a capital em St. Augustine, e Flórida Ocidental. O controle britânico sobre a Flórida Ocidental terminou efetivamente em 1781 quando a Espanha capturou Pensacola. O território tornou-se subsequentemente uma colônia da Espanha. A partir de 1810, esse território espanhol foi gradualmente sendo anexado pelos Estados Unidos e é atualmente parte dos estados modernos da Luisiana, do Mississippi, do Alabama e da Flórida.